# Pranitha Vardhineni
Pranitha Vardhineni, född 17 november 1990, är en indisk bågskytt. Hon deltog vid olympiska sommarspelen 2008.